# Opel 4,2 liter
De Opel 4,2 liter, of ook Opel 16/60 PS, was een personenauto uit de topklasse die uitsluitend in 1929 geproduceerd werd door Adam Opel AG.

## Historiek
De 4,2 liter was een luxeauto die geïntroduceerd werd in 1929 als opvolger van de 15/60 PS. De productie werd eind 1929 stopgezet na slechts 39 exemplaren. Zijn opvolger was de Admiral, die in 1937 op de markt kwam.

## Ontwerp
De motor van de 4,2 liter was wederom een zescilinder-in-lijnmotor, maar met een grotere cilinderinhoud van 4181 cc. Het vermogen bleef gelijk: 60 pk (44 kW) bij 2800 tpm. Het motorvermogen werd via een lamellenkoppeling, een handgeschakelde drieversnellingsbak, een cardanas en een differentieel naar de achterwielen overgebracht.
Net als zijn voorganger had de 4,2 liter een ladderchassis van stalen U-profielen. De voorste starre as was opgehangen aan semi-elliptische bladveren, de achterste aan kwart-elliptische bladveren. De auto was voorzien van schokdempers en trommelremmen op alle vier de wielen.
De 4,2 liter was leverbaar met vijf verschillende fabriekscarrosserieën: de gebruikelijke toerwagen, Pullman-limousine en stationwagen, maar daarnaast ook nog als vierzits cabriolet en tweezits roadster.